# رومان بولانسكي: مطلوب ومرغوب
رومان بولانسكي: مطلوب ومرغوب هو فيلم وثائقي تم إنتاجه في المملكة المتحدة والولايات المتحدة وصدر في سنة 2008. من بطولة رومان بولانسكي وشارون تايت.

## وصلات خارجية
- رومان بولانسكي: مطلوب ومرغوب على موقع IMDb (الإنجليزية)
- رومان بولانسكي: مطلوب ومرغوب على موقع ميتاكريتيك (الإنجليزية)
- رومان بولانسكي: مطلوب ومرغوب على موقع روتن توميتوز (الإنجليزية)
- رومان بولانسكي: مطلوب ومرغوب على موقع نتفليكس (الإنجليزية)
- رومان بولانسكي: مطلوب ومرغوب على موقع ألو سيني (الفرنسية)
- رومان بولانسكي: مطلوب ومرغوب على موقع Turner Classic Movies (الإنجليزية)
- رومان بولانسكي: مطلوب ومرغوب على موقع أول موفي (الإنجليزية)
- رومان بولانسكي: مطلوب ومرغوب على موقع بوكس أوفيس موجو (الإنجليزية)
- رومان بولانسكي: مطلوب ومرغوب على موقع فيلمافينيتي (الإسبانية)
- رومان بولانسكي: مطلوب ومرغوب على موقع قاعدة بيانات الفيلم (الإنجليزية)